# Lombitsikala
Lombitsikala is een geslacht van vliesvleugeligen uit de familie Encyrtidae. De wetenschappelijke naam van dit geslacht is voor het eerst geldig gepubliceerd in 1957 door Risbec.

## Soorten
Het geslacht Lombitsikala is monotypisch en omvat slechts de volgende soort:
- Lombitsikala coccidivora Risbec, 1957